# 杜兰戈 (西班牙)
杜兰戈（西班牙語：Durango）是西班牙北部比斯开省城市，也是杜兰格萨多县的县府所在地，2024总人口为29,887人。。美洲有多个地方以杜兰戈命名，其中包含墨西哥的一个州，它们命名皆源于此地。